# Quercus daimingshanensis
Quercus daimingshanensis — вид рослин з родини букових (Fagaceae), ендемік Китаю — провінції Гуансі.

## Опис
Досягає 15 метрів заввишки; кореневищний. Молоді гілочки сірувато-білі або коричнево-запушені, стають безволосими. Листки 4–7 × 1.5–3 см, від яйцювато-еліптичних до еліптичних, голі, знизу білуваті, зверху темно-зелені; верхівка гостра коротко загострена; основа клиноподібна; край цілий або віддалено зубчастий біля верхівки; ніжка гола, 5–8 мм. Період цвітіння: березень — квітень. Жолуді довгасті, 20 мм завдовжки, 13 мм ушир; чашечка луска в 5–6 концентричних кільцях, закриває 1/3 горіха; дозрівають першого року.

## Середовище проживання
Ендемік Китаю — провінції Гуансі. Росте в гірському масиві Да Мін у змішаних мезофітних лісах до 1000 метрів.

## Загрози
Вид трапляється в районах, вразливих до урбанізації й перетворення земель. Вид може бути вразливим до місцевого збору дров.